# Iglesia de la Natividad (Obilić)
La Iglesia de la Natividad o bien Iglesia de la Natividad de la Santísima Madre de Dios (en serbio: Црква Мала Госпојина / Crkva Mala Gospojina) 
es una iglesia ortodoxa serbia en Obilić, en el centro de Kosovo un territorio independiente de facto de Serbia. A partir de 2008,  presta servicios a unos 2.200 cristianos serbios en el municipio de Obilić. Es parte eclesiásticamente hablando de la Eparquía de Raska y Prizren.
Tuvo que ser abandonada durante la guerra de Kosovo. El primer servicio litúrgico se llevó a cabo en 2003, en la fecha en que se recuerda el Nacimiento de la Virgen (8 de septiembre). Fue dañada en los disturbios de 2004 (17-18 de marzo). Desde entonces se ha renovado, aunque no totalmente.